# Vaejovis bandido
Espèce
Vaejovis bandido est une espèce de scorpions de la famille des Vaejovidae.

## Distribution
Cette espèce est endémique du Sonora au Mexique. Elle se rencontre vers Cananea dans la Sierra de los Ajos.

## Description
Le mâle holotype mesure 24,35 mm.

## Publication originale
- Graham, Ayrey & Bryson, 2012 : « Multivariate methods support the distinction of a new highland Vaejovis (Scorpiones: Vaejovidae) from the Sierra de los Ajos, Mexico. » The Journal of Arachnology, vol. 40, no 3, p. 281-290 (texte intégral).